# Хальфедам

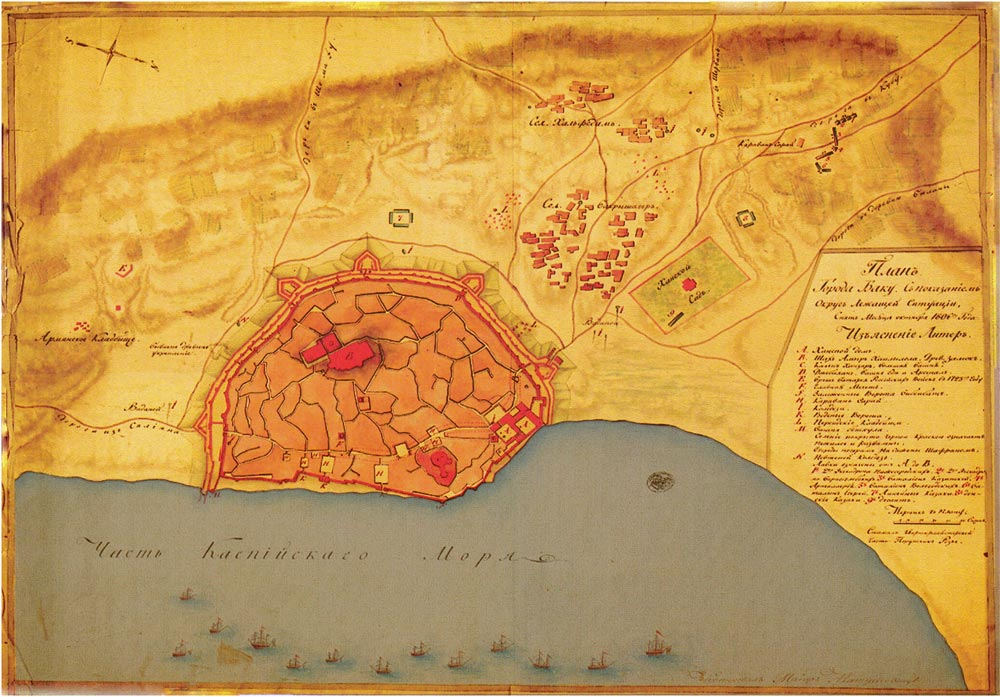
План города Баку и ближайших окрестностей (1806 г.)

Хальфедам (Хальфадам; азерб. Xəlfədam) — бывшее село на территории современного города Баку, в Азербайджане. Село располагалось за пределами Бакинской крепости (Ичеришехер), и состояло из небольших домов. Хальфедам присутствует на планах Баку XVIII века, но впоследствии, в XIX веке, в результате расширения города Баку за пределы крепости («Байыршехер»), село было снесено.